# Vijaya Kumar Rayarala
Vijaya Kumar Rayarala PIME (ur. 15 października 1969 w Khammam) – indyjski duchowny katolicki, biskup Srikakulam od 2019.

## Życiorys

### Prezbiterat
Święcenia kapłańskie otrzymał 29 sierpnia 1998 jako członek Instytutu Papieskiego dla Misji Zagranicznych. Po święceniach został animatorem powołań przy instytucie w Eluru. W latach 2000–2003 studiował w Neapolu, a kolejne trzy lata spędził jako misjonarz w Papui-Nowej Gwinei. W 2006 został skierowany do Mumbaju w charakterze dyrektora pomocniczego w miejscowym centrum rehabilitacji, a dwa lata później został mianowany jego dyrektorem. W 2014 wybrany przełożonym regionalnym instytutu.

### Episkopat
16 lipca 2019 papież Franciszek mianował go biskupem diecezji Srikakulam. Sakry udzielił mu 2 września 2019 arcybiskup Prakash Mallavarapu.